# Hennaya
Hennaya (anciennement Eugène-Étienne pendant la colonisation française), est une commune de la wilaya de Tlemcen en Algérie.

## Géographie

### Situation
Le territoire de la commune de Hennaya est situé au nord de la wilaya de Tlemcen, à environ 10 km au nord-ouest de Tlemcen.
| Remchi      | Aïn Youcef  | Chetouane |
| Zenata      | Hennaya     | Chetouane |
| Beni Mester | Beni Mester | Tlemcen   |

### Localités de la commune
En 1984, la commune de Hennaya est constituée à partir des localités suivantes :Hennaya, Khemisti, Village socialiste agricole Ouled Kada, Abouda, Melilia, Aïn Lahdjar, Merazga, Taaouniya et Mekacem.

## Histoire
Certains font remonter la fondation de Hennaya au XIIIe siècle. Cependant, il est rapporté par la tradition orale et admis que deux tribus arabes sont à l’origine de sa fondation : Les Bensbaâ, les Guendouz[réf. nécessaire]. Le nom El Hennaya peut signifier voute ou arcade, peut-être par référence aux vestiges romains existants sur les lieux. D’ailleurs; le minaret, seul vestige de la vieille mosquée de Sidi Yahia construite sous les Zianides (1236-1554) est construit avec des pierres romaines. Lucas de Toro, renégat espagnol originaire d’Ibiza, devient lieutenant de l’alcaide de Tlemcen, puis chef de la compagnie qui percevait la guarama et enfin en 1580 alcaide de Uenarax (Hennaya), ville proche de Tlemcen, (extrait de : Bennassar : les chrétiens d’Allah).
La bataille de la Sikkak le 6 juillet 1836 eut lieu entre Bugeaud et l’émir Abdelkader renforcé des troupes de Hennaya. Leur soutien à l’Émir et leur résistance acharnée vont couter cher à la population d’Hennaya. Après la prise du village en 1846 et la destruction de l’ancienne enceinte, les Français ont érigé une nouvelle enceinte et une nouvelle forteresse. Il existe une fontaine de la porte (de l’enceinte) en plus de la fontaine Bensbaà. D’après Jean Yves Thorignac (petit-fils de colon) :
… L’administration supérieure décida ainsi la création de ce nouveau centre en 1850, après de durs combats livrés par les colonnes françaises de 1842 à 1846, sous les murs d’Hennaya, situé à deux lieues de Tlemcen, dans une position où il y a des eaux assez abondantes, mille pieds d’oliviers appartenant à l’État (?). « Je (Mac Mahon) demande donc avec insistance à ce que les terres qui avoisinent ce futur centre (de colonisation) leur soit réservé (aux 150 familles de soldats qui attendent à Tlemcen ) ».
…se détache le minaret élancé de Sidi Yahia, au pied duquel sont quelques-unes des habitations qui forment le village, habitations toutes arabes…qui peut être de 150 à 200 individus. 
D’après ce que rapporte ce chroniqueur, de ce village prospère, il ne reste que 150 à 200 individus, probablement en grande majorité des femmes et des enfants, sur une population qui devait compter 5 000 individus au minimum. Que sont-ils devenus ??? Les chroniqueurs français le taisent pudiquement. Après la colonisation, les Français, ou plutôt des indigents de toute la Méditerranée (comme indiqué par la ferme Jacomo), ont bâti leur village plus haut et l’ensemble a été rebaptisé Eugène Étienne – Hennaya. 
Le village arabe était connu par son Derb Ennouayel. Certains, parmi ceux qui ont accaparé les terres des autochtones n’étaient pas agriculteurs. Ils ont donc sous loué ces terres à leurs propriétaires d’origine. C’est finalement la viticulture qui a fait la prospérité des colons et la majorité des demeures et des fermes comportait une cave vinicole. Bien avant le déclenchement de la Guerre d'Algérie, une grande partie de la population d’Hennaya était fortement politisée et impliquée dans le mouvement national. Pendant la guerre (1954-1962), l’armée francaise avait pour pratique courante d’exposer les corps des combattants abattus la veille, sur la place qui faisait face au marché couvert et la populace était forcée à défiler devant ce spectacle. Parmi ceux morts au combat, il y a le commandant Faradj, originaire de Bni Hdyel, adopté et élevé à Hennaya.

## Démographie
Selon le recensement général de la population et de l'habitat de 2008, la population de la commune de Hennaya est évaluée à 33 356 habitants contre 12 780 en 1977:
| 1977   | 1987   | 1998   | 2008   |
| ------ | ------ | ------ | ------ |
| 12 780 | 21 908 | 30 497 | 33 356 |